# María Ros
María Ros (Alicante, 16 de mayo de 1891 - Burjasot, Valencia, 14 de septiembre de 1970), cuyo nombre completo era María Asunción Aguilar Ros, fue una soprano española.

## Biografía
Ros debutó como cantante el 14 de julio de 1912 interpretando la parte de segunda tiple en la zarzuela La Generala de Amadeo Vives y teniendo como compañeros de reparto a Luisa Rodríguez y Emilio Carreras, entre otros.
En 1915 debutó como cantante de ópera interpretando en Valencia la ópera Aida de Giuseppe Verdi. En 1918 fue contratada para cantar en el Teatro Colón de Buenos Aires el papel de Sophie de El caballero de la rosa de Richard Strauss, junto a Gilda Dalla Rizza y en sustitución de la ya consagrada Amelita Galli-Curci. En 1921 debutó en Italia, concretamente en Ferrara, cantando Rigoletto de Verdi, y teniendo como compañeros a los consagrados Benvenuto Franci y Giacomo Lauri-Volpi. Durante años cantó de la mano de directores tan famosos como Victor de Sabata, Gino Marinuzzi, Antonio Guarnieri y Vittorio Gui. Cantó en muchos teatros de Europa y América, y se puede destacar el éxito obtenido en septiembre de 1922 con Il guarany de Carlos Gomes en el Teatro Municipal de Río de Janeiro, con la compañía de Mascagni y junto a Miguel Fleta.
En 1924 contrajo matrimonio con el famoso tenor italiano Giacomo Lauri-Volpi, y fijó su residencia en Burjasot. En 1926 abandonó los escenarios para dedicarse a disciplinar la voz de su marido, Giacomo Lauri-Volpi, justo cuando se encontraba en la cima de su carrera.
Educada en la escuela de Manuel García, su repertorio abarcaba desde Rigoletto hasta Aida, sin olvidar Tosca, La Bohème, La traviata, Cavalleria rusticana, Pagliacci, Fausto o Manon Lescaut. Se tiene por cierto que fue responsable directa de la mejora del nivel técnico de su esposo.
María Ros murió en Burjasot el 14 de septiembre de 1970. En su memoria su marido Lauri-Volpi creó un premio de canto que lleva su nombre: el Concurso Internacional de canto María Ros de Lauri Volpi. También en su recuerdo una céntrica avenida de la localidad de Burjasot lleva su nombre.